# Trăiesc
Trăiesc este al treilea album de studio al cântăreței Angela Similea, lansat pe 26 mai 1985. La fel ca toate materialele discografice lansate de muziciană până la începutul anilor 1990, Trăiesc a fost lansat sub egida Electrecord. Albumul a fost lansat atât pe vinil, cât și pe casetă, având, însă, coperți diferite. Numele albumului nu apare pe niciuna dintre editări, doar numele cântereței fiind prezentat. Cântecul "Trăiesc" a câștigat "Premiul Publicului" în cadrul Festivalului Melodiile anului 1983 și "Marele Premiu" la ediția următoare a festivalului. De asemenea, compoziția "De n-ai să vii" a câștigat Trofeul Festivalului în cadrul Festivalului Mamaia în anul 1984. În anul 1985, piesa "Dacă n-ai fi existat" i-a adus premiul I în cadrul Festivalului Melodiile anului 1984. Albumul a continuat colaborarea dintre artistă și o serie din compozitorii cu care lucrase și pentru albumul anterior, precum Marius Țeicu și Marcel Dragomir. Dintre piesele incluse pe album, „De n-ai să vii”, „Nostalgie”, „Iubeșe–mă de–ți plac așa cum sunt”, „Dacă n-ai fi existat” și piesa care dă titlul albumul au devenit șlagăre. Albumul a fost relansat pe casetă și pe disc de vinil în anul 1990.

## Lisa pieselor
| #  | Titlu                                | Versuri             | Muzica          | Durată |
| -- | ------------------------------------ | ------------------- | --------------- | ------ |
| 01 | „Nostalgie”                          | Demostene Botez     | Marian Nistor   | 5:05   |
| 02 | „De n-ai să vii”                     | Ovidiu Dumitru      | Ion Cristinoiu  | 4:42   |
| 03 | „Iubește–mă de–ți plac așa cum sunt” | George Țărnea       | Marcel Dragomir | 2:30   |
| 04 | „O lacrimă”                          | Octavian Goga       | Marian Nistor   | 3:17   |
| 05 | „Nu voi putea uita niciodată”        | Eugen Rotaru        | Marius Țeicu    | 3:27   |
| 06 | „Grăbește-te și vino”                | Alexandru Stamatiad | Marian Nistor   | 3:41   |
| 07 | „Tu ești omul ideal”                 | Roxana Popescu      | Ion Cristinoiu  | 3:40   |
| 08 | „Dacă n-ai fi existat”               | Roxana Popescu      | Ion Cristinoiu  | 3:58   |
| 09 | „Tu ești”                            | Aurel Storin        | Marcel Dragomir | 3:15   |
| 10 | „Trăiesc”                            | Eugen Rotaru        | Marius Țeicu    | 4:56   |